# 平顺县
平顺县是中国山西省长治市所辖的一个县。平顺县位于山西省东南部，长治市的东部，太行山南端，与河北涉县、河南林州毗邻。

## 历史
明代嘉靖二年（1523年），潞城小吏陈卿发动暴动，嘉靖七年十月方告平息。嘉靖八年（1529年）割潞城县地十六里、壶关县地十里、黎城县地五里设置新县，县治所便设在青羊里，县名曰“平顺”。清乾隆二十九年（1764年），平顺县降为平顺乡，属潞城县。1912年复置平顺县。1958年，平顺县被撤销，其行政区域分别并入壶关县和黎城县。1960年1月，平顺县恢复设置。

## 地理
地处太行山中部，以山地为主，主要河流有浊漳河。

## 行政区划
平顺县下辖5个镇、7个乡：
青羊镇、龙溪镇、石城镇、苗庄镇、玉峡关镇、西沟乡、东寺头乡、虹梯关乡、阳高乡、北耽车乡和北社乡。

## 交通
341国道、 324省道、 325省道

## 人口
截至2020年末，平順縣總户數為56308户，户籍人口150585人， 根據第七次人口普查數據，截至2020年11月1日零時，平順縣常住人口為115927人。
2010年第六次全国人口普查平顺县常住人口150955人。

## 经济
2012年GDP21.18亿元。

## 风景名胜
- 全国重点文物保护单位：天台庵、大云院、龙门寺、淳化寺、明惠大师塔、九天圣母庙、佛头寺、回龙寺、夏禹神祠、金灯寺石窟、北社三嵕庙、北社大禹庙、北甘泉圣母庙、西青北大禹庙
- 山西省文物保护单位：虹梯关铭

## 名人
- 郭承恩
- 石璜
- 岳增瑜
- 申纪兰